# فاراجدين أرينا
فاراجدين أرينا هي صالة متعدة الأستخدامات تقع في مدينة فاراجدين بكرواتيا. تُستخدم الصالة في الغالب لمباريات كرة اليد والكرة الطائرة وكرة السلة. تبلغ سعة الملعب 5,000 مقعد وتم افتتاحه رسميًا في 6 ديسمبر 2008. تم الانتهاء من بنائه ليُستخدم كأحد الأماكن المستضيفة لبطولة العالم لكرة اليد للرجال 2009 التي استضافتها كرواتيا. استضافت الصالة جميع مباريات المجموعة الثالثة التي ضمت منتخبات ألمانيا ومقدونيا والجزائر تونس وبولندا وروسيا. استُخدمت الصالة أيضًا لاستضافة بطولة أوروبا لكرة اليد للرجال 2018، و بطولة العالم لكرة اليد للرجال 2025.
استضافت الصالة العديد من الفعاليات الأخرى غير الرياضية، مثل بطولات الرقص والمعارض المختلفة والفعاليات المدرسية والسيرك والمعارض السيارات والحفلات الموسيقية. استضافت العديد من حفلات للفنانين مثل: ليمب بيزكت ودينو مرلين.